# Agustín Jiménez (Fotógrafo mexicano)
Agustín Jiménez (1901-1974) fue uno de los pioneros de la fotografía y cinematografía moderna en México y fue, junto con su coetáno Manuel Álvarez Bravo, uno de los indiscutibles protagonistas de la vanguardia fotográfica mexicana en la década de los años veinte y trienta.

## Fotografía
Nacido en la Ciudad de México, hijo de un fotógrafo, cineasta, pintor y copista, Jiménez se convirtió en el fotógrafo oficial de la Escuela Nacional de Bellas Artes, (actual Academia de San Carlos) donde también impartió el curso de fotografía y realizó diferentes labores de registro.
Influenciado por la fotografía moderna introducida en México por Edward Weston y Tina Modotti, la obra de Jiménez mostró una clara ruptura con el pictorialismo romántico prevaleciente en México hasta la década de 1920. Es reconocido por haber asimilado la estética Weston-Modotti en una innovadora expresión propia. Sus imágenes se publicaron en medios impresos de gran circulación como Excélsior, El Universal Ilustrado y Revista de revistas. 
Su obra jugó con la repetición de patrones, enfatizó las texturas y las cualidades intrínsecas de los objetos cotidianos, que transformó y reconstruyó hasta llegar a una forma de abstracción autóctona. Su estilo, de marcado carácter vanguardista, podría compararse con la nueva objetividad alemana, la fotografía directa estadounidense o el constructivismo ruso.

## Cinematografía
A mediados de la década de 1930 se involucró con la naciente industria fílmica nacional, primero como fotógrafo de foto fija y luego como cinefotógrafo, en donde colaboró con figuras tan relevantes como Adolfo Best Maugard, Luis Buñuel, Sergei Eisenstein y Roberto Montenegro. Durante la época de oro del cine mexicano (1936-1956) fue uno de los directores de fotografía más sólidos de la industria, colaborando en alrededor de 200 películas A esta actividad se dedicó hasta su muerte en 1974.

## Publicaciones y exposiciones
Durante su vida, su obra fotográfica fue publicada en medios impresos de Cuba, Estados Unidos e Inglaterra y expuesta en museos en México, Nueva York y San Francisco. Se cree que todo el conjunto de sus imágenes fotográficas existentes de Jiménez consta de menos de 200 impresiones antiguas.
En 2004, la Editorial RM (Barcelona/México) publicó una monografía retrospectiva de su obra, titulada Agustín Jiménez y la vanguardia fotográfica mexicana, escrita por el curador e historiador del arte mexicano Carlos Córdova.
Recientemente, en el Museo Cabañas de Guadalajara se realizó una exposición titulada Agustín Jiménez y la fotografía de la mínimo, curada por Alejandro Cámara Frías.

## Muerte
Jiménez murió en 1974 en la Ciudad de México.